# Cappella italiana
La Cappella italiana (in lingua inglese: Italian Chapel), conosciuta anche come il Miracolo del campo 60 (Miracle Of Camp 60), è un piccolo edificio di culto costruito sull'isoletta di Lamb Holm, nelle Isole Orcadi, in Scozia.
La chiesetta venne realizzata tra il 1943 e il 1945 dai prigionieri di guerra italiani catturati in Nordafrica durante la seconda guerra mondiale e in seguito deportati sull'isola. Completata nel dopoguerra e restaurata negli anni 1960 e 1990, l'Italian Chapel è oggi un monumento classificato di categoria A e una popolare attrazione turistica dell'isola.

## Storia

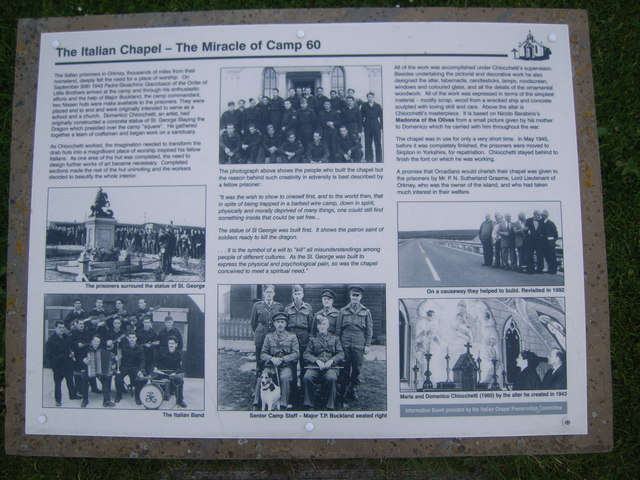
Cartello informativo della cappella

In seguito all'ardito affondamento della HMS Royal Oak della Royal Navy da parte dell'U-47 della Kriegsmarine nazista avvenuto il 14 ottobre 1939, Winston Churchill ordinò la creazione di barriere per chiudere definitivamente l'approdo orientale dell'isola.
Nel 1942 furono deportati sull'isola di Lamb Holm 550 prigionieri di guerra italiani, catturati nel Nordafrica durante la seconda guerra mondiale. I prigionieri di guerra furono destinati alla costruzione delle Churchill Barriers, ovvero quattro sbarramenti anti-sommergibile nella baia di Scapa Flow.
Duecento italiani alloggiavano al "Campo 60" di Lamb Holm. Nel 1943 il maggiore Thomas Pyres Buckland, nuovo comandante del Campo 60, e padre Gioacchino Giacobazzi, sacerdote cattolico del campo, concordarono sulla necessità di realizzare un luogo di culto, che venne però completato nell'immediato dopoguerra.

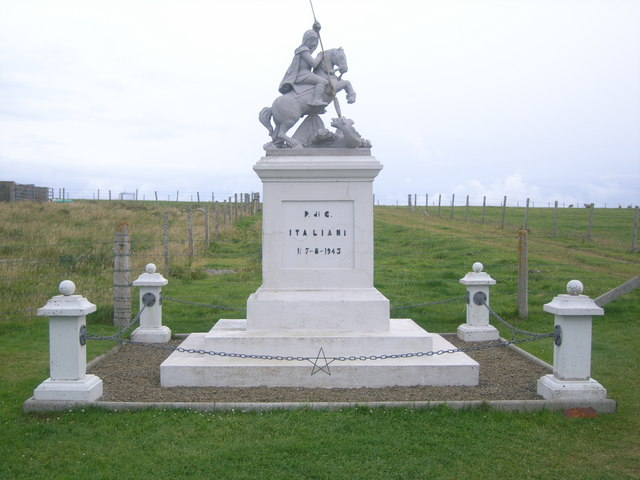
Statua di San Giorgio (Memoriale dei prigionieri di guerra italiani)

Il 7 agosto 1943 venne inaugurato di fronte alla Cappella italiana il monumento dei prigionieri di guerra italiani, con una scultura raffigurante San Giorgio che trafigge il drago, realizzata con uno scheletro di filo spinato ricoperto di cemento.
Nel 1958 un gruppo di cittadini orcadiani costituì un comitato per il restauro della cappella, che suscitò interesse sulla stampa, tanto che nell'estate del 1959 la BBC realizzò un servizio riguardante la Cappella con un'intervista a Domenico Chiocchetti, uno dei prigionieri italiani che si era maggiormente speso per realizzare le decorazioni della cappella e che era stato rintracciato nella sua città natale, fra le Dolomiti. Grazie al contributo della BBC, nel 1960 Domenico Chiocchetti tornò sull'isola per tre settimane, al fine di assistere e contribuire personalmente al restauro della cappella. Al termine dei lavori venne celebrata una messa solenne, alla quale parteciparono cittadini orcadiani di ogni confessione religiosa; parte della funzione venne trasmessa anche dalla RAI il lunedì di Pasqua del 1960. L'anno successivo la città di Moena donò il Cristo crocifisso intagliato nel legno, in seguito posto al lato della cappella.
Chiocchetti ritornò di nuovo nel 1964 con la moglie Maria, mentre a causa di una malattia dovette rinunciare al viaggio organizzato dagli altri ex prigionieri ritornati nel 1992, per commemorare il cinquantesimo anniversario del loro arrivo sull'isola. Nel 1996 venne siglata dai rappresentanti istituzionali delle Orcadi e del Comune di Moena, città natale di Chiocchetti (morto poi il 7 maggio 1999), una dichiarazione congiunta per rafforzare i legami tra le due località.
Nel 2014, in occasione del 70º anniversario della realizzazione della cappella, papa Francesco ha inviato una speciale benedizione e vi è stata celebrata una messa speciale, a cui hanno partecipato Angela Chiocchetti, figlia di Domenico, Gianna Palumbi e Barbara Santoro figlia e nipote di Giuseppe Palumbi, Elua Barucci figlia di Barucci. Nel 2015 e 2017 la cappella è stata nuovamente restaurata da Antonella Papa che ha personalmente restaurato gli affreschi.

## Descrizione

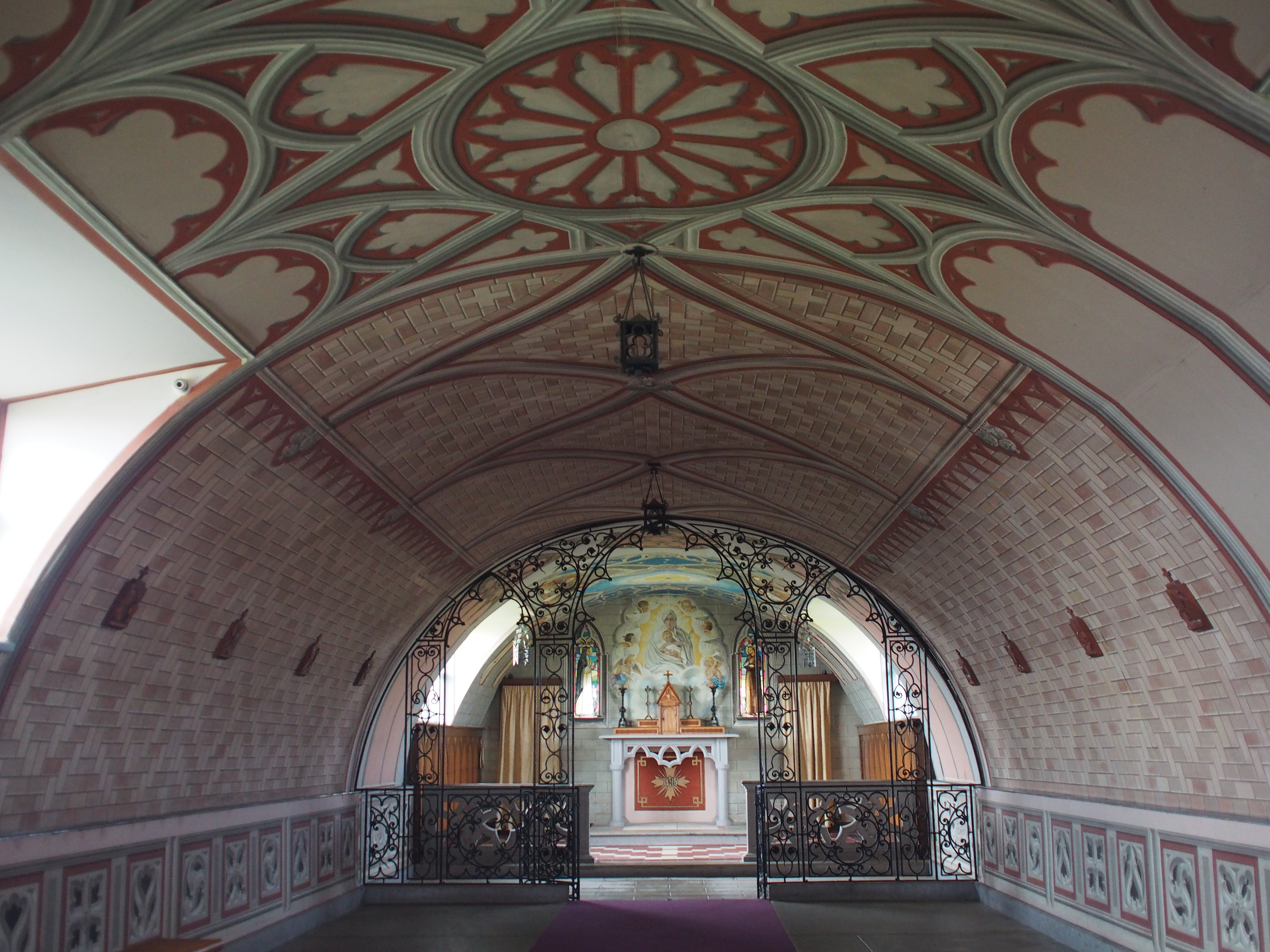
Interno della cappella

La cappella venne costruita utilizzando gli scarsi materiali a disposizione dei prigionieri. Due baracche Nissen vennero unite una all'altra. L'interno ondulato venne ricoperto di cartongesso e l'altare e la balaustra vennero realizzati con calcestruzzo proveniente dal cantiere delle Churchill Barriers. La facciata, che nasconde la forma della baracca semicilindrica, è in cemento e fa apparire l'edificio come una chiesa tradizionale.
La maggior parte della decorazione interna fu eseguita da Domenico Chiocchetti (1910-1999), originario di Moena in provincia di Trento, che rimase sull'isola anche dopo la fine della guerra per completare l'affresco dell'abside della cappella, che rappresenta la Madonna col Bambino, copia della celebre Madonna dell'Olivo del pittore genovese Nicolò Barabino. Alla sinistra dell'altare è raffigurato un angelo che tiene in mano lo stemma comunale di Moena: una barca che, uscendo da una tempesta, procede verso il sereno. Il resto della cappella fu decorato da altri prigionieri. Giuseppe Palumbi, di Morro d'Oro, abile artigiano del ferro, eseguì in quattro mesi l'imponente cancellata divisoria dell'abside in ferro battuto e le lampade del soffitto realizzate con barattoli di carne di manzo in scatola. Il fonte battesimale fu ottenuta invece da una carcassa di automobile rivestita da uno strato di cemento.

## La cappella nel ventunesimo secolo

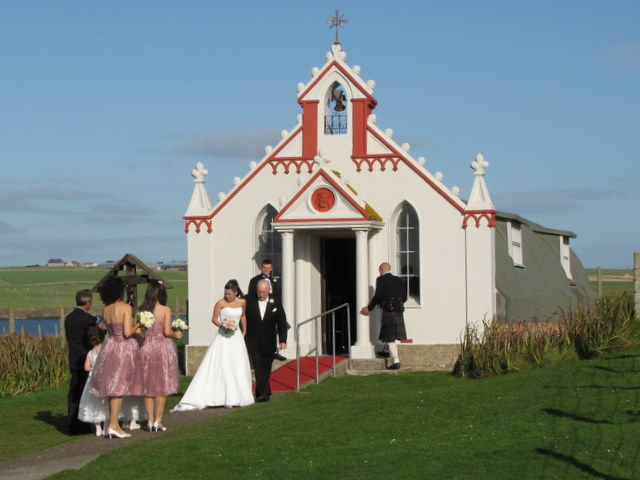
Matrimonio celebrato nella Cappella italiana

La cappella realizzata nel prefabbricato è ancora oggi utilizzata come luogo di culto della parrocchia cattolica di Nostra Signora e San Giuseppe, appartenente alla diocesi di Aberdeen. La messa è celebrata la prima domenica dei mesi più caldi (da aprile a settembre), oltre che nell'anniversario dell'Affondamento della HMS Royal Oak.
La cappella è una popolare attrazione turistica, visitata ogni anno da oltre 100.000 visitatori ed è quindi diventata uno dei simboli più noti delle isole scozzesi e fra i più significativi della riconciliazione postbellica.

## Nella cultura
Nel 1992 la poetessa Anne Stevenson compose The Miracle Of Camp 60.
Il romanzo storico The Chapel at the Edge of the World (La Cappella ai margini del mondo) scritta nel 2009 da Kirsten McKenzie, racconta la storia della cappella creata dai prigionieri di guerra italiani.

## Galleria d'immagini

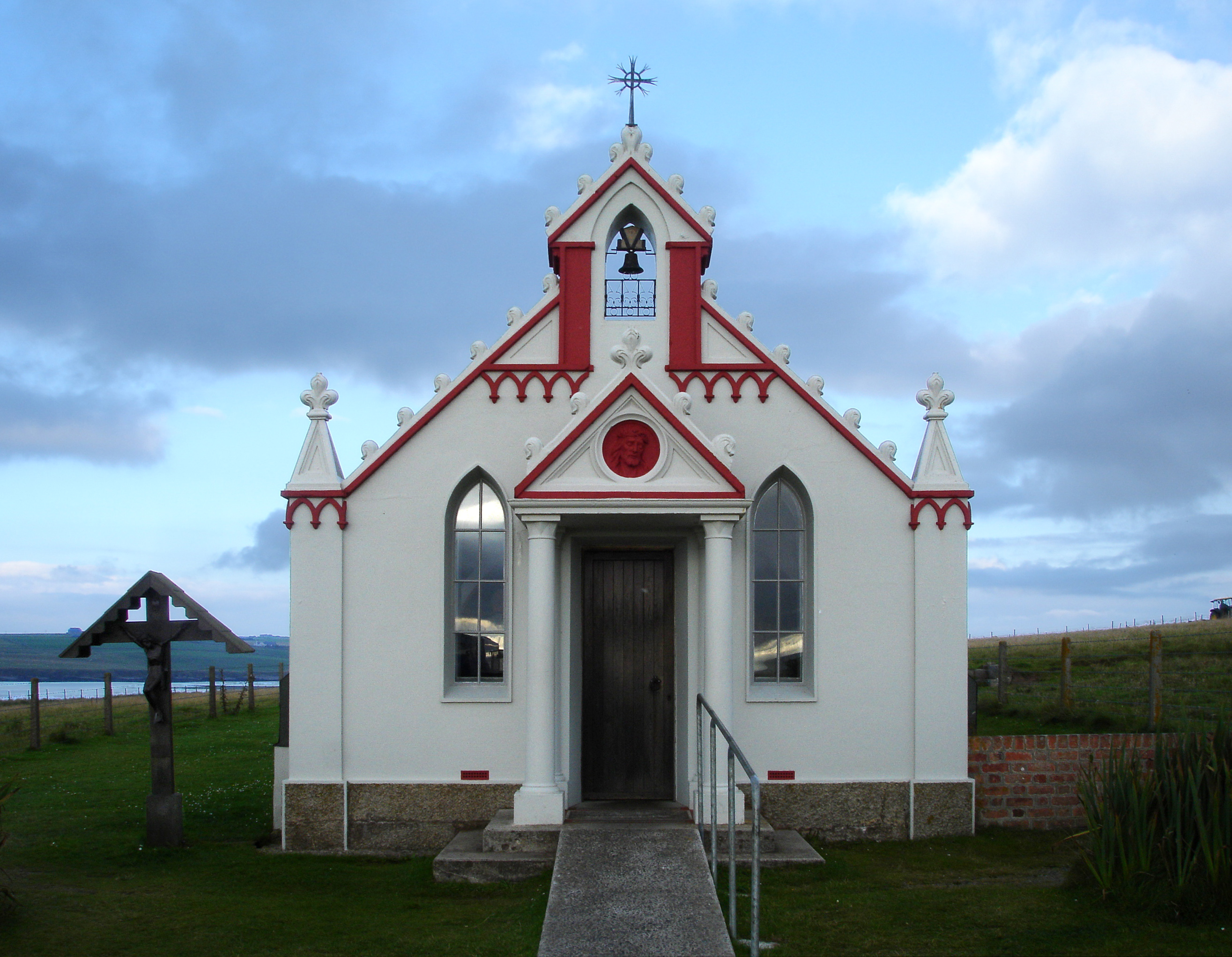
Facciata principale
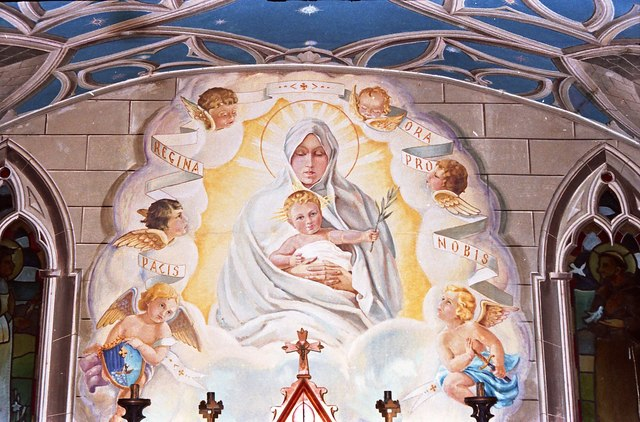
Madonna col bambino dipinta da Domenico Chiocchetti
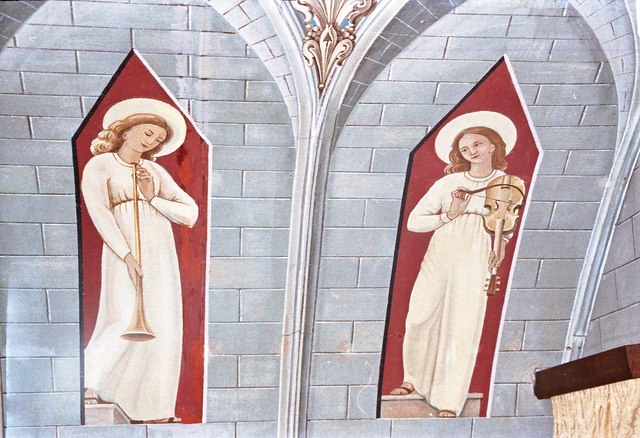
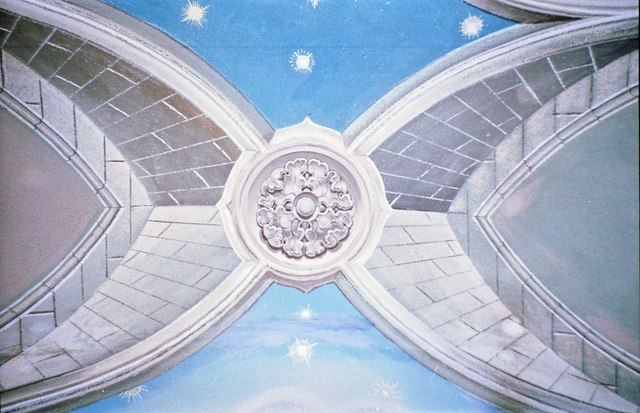
Particolare della volta
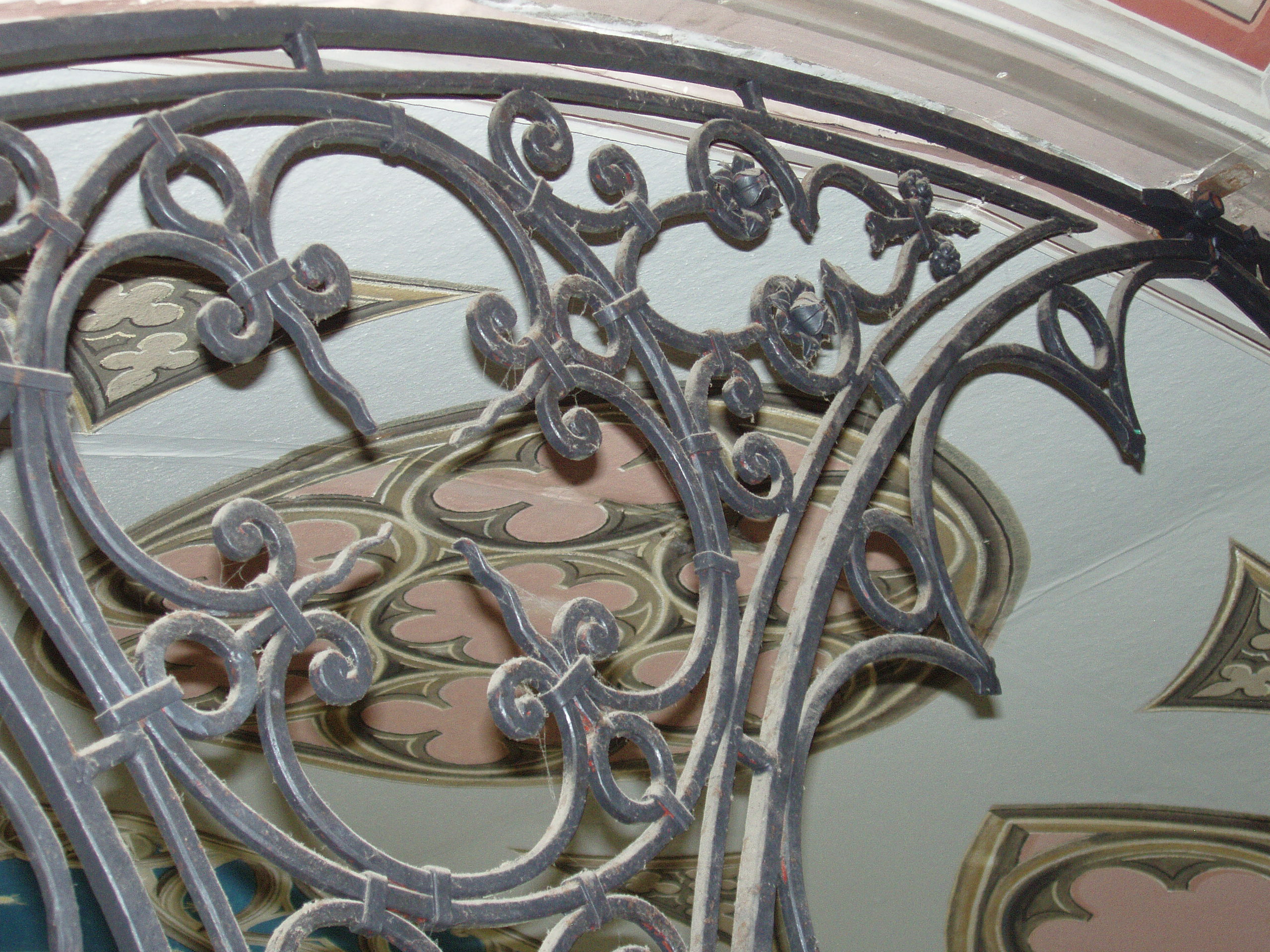
Dettaglio della cancellata